# Caão (mitologia)

Epiro e regiões circundantes

Caão (em grego: Χάων; gen.: Χάονος) foi um herói grego e ancestral epônimo dos caônios que deu seu nome para a Caônia, um distrito ao noroeste do Epiro, nas atuais Grécia e Albânia. As histórias são imprecisas se era amigo ou irmão de Heleno, o filho de Príamo de Troia, embora em ambos os casos acompanhou-o à corte de Neoptólemo, o filho de Aquiles, que foi creditado como fundador de Butroto.
Sua morte, também incerta, pode ter ocorrido em decorrência dum acidente de caça ou seu voluntarismo para um sacrifício aos deuses durante uma epidemia, salvando assim as vidas de seus compatriotas. Em ambos os casos, quando Heleno tornou-se o governante da Hélade, nomeou uma parte do reino em honra a Caão.